# 회색땃쥐
회색땃쥐 또는 아시아회색땃쥐(Crocidura attenuata)는 땃쥐과에 속하는 포유류의 일종이다. 부탄과 캄보디아, 중국, 인도, 라오스, 말레이시아, 미얀마, 네팔, 파키스탄, 필리핀, 태국 그리고 베트남에서 발견된다.